# Głusk (gmina)
Głusk (1870–1954 gmina Zemborzyce) – gmina wiejska w województwie lubelskim, w powiecie lubelskim. W latach 1975–1998 gmina położona była w województwie lubelskim. Stanowi część aglomeracji lubelskiej zgodnie z koncepcją P. Swianiewicza i U. Klimskiej.
Siedziba władz gminy, po włączeniu Głuska do Lublina, znajdowała się od 1989 roku poza obszarem gminy, w Lublinie (dzielnica Głusk). 1 stycznia 2015 siedziba władz gminy Głusk została przeniesiona do Dominowa, a więc ponownie na teren gminy Głusk.

## Historia
Za Królestwa Polskiego gmina Głusk(ów) należała do powiatu lubelskiego w guberni lubelskiej. 13 stycznia 1870 do gminy przyłączono pozbawione praw miejskich Głusk, po czym gminę przemianowano na Zemborzyce.
Gminę Głusk reaktywowano w 1973 roku.
Według danych z 30 czerwca 2004 gminę zamieszkiwało 6967 osób. Natomiast według danych z 31 grudnia 2017 roku gminę zamieszkiwało 10 813 osób.

## Struktura powierzchni
Według danych z roku 2002 gmina Głusk ma obszar 64 km², w tym:
- użytki rolne: 88%
- użytki leśne: 7%

Gmina stanowi 3,81% powierzchni powiatu.

## Demografia

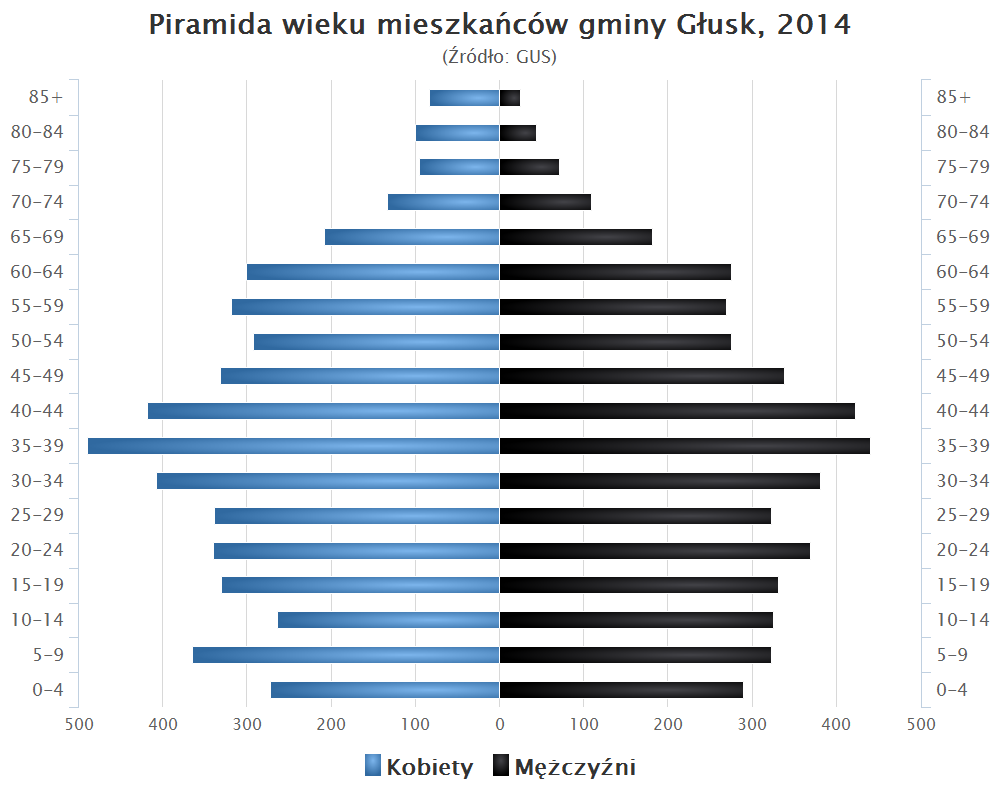
Piramida wieku mieszkańców gminy Głusk w 2014 roku

Dane z 30 czerwca 2004:
| Opis                              | Ogółem | Ogółem | Kobiety | Kobiety | Mężczyźni | Mężczyźni |
| --------------------------------- | ------ | ------ | ------- | ------- | --------- | --------- |
| Jednostka                         | osób   | %      | osób    | %       | osób      | %         |
| Populacja                         | 6967   | 100    | 3562    | 51,1    | 3405      | 48,9      |
| Gęstość zaludnienia [mieszk./km²] | 108,9  | 108,9  | 55,7    | 55,7    | 53,2      | 53,2      |

## Miejscowości

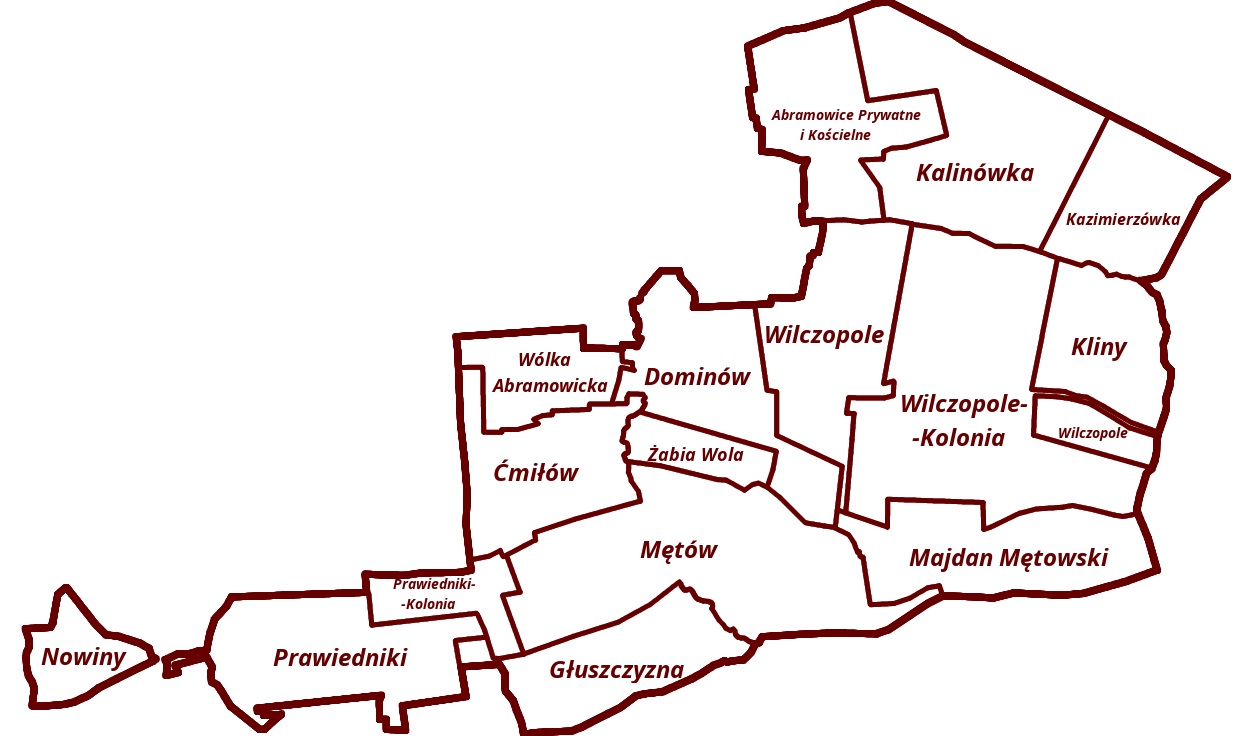
Sołectwa gminy Głusk

Abramowice Prywatne, Abramowice Kościelne, Ćmiłów, Dominów, Głusk, Głuszczyzna, Kalinówka, Kazimierzówka, Kliny, Majdan Mętowski, Mętów, Nowiny, Prawiedniki, Prawiedniki-Kolonia, Wilczopole, Wilczopole-Kolonia, Wólka Abramowicka, Żabia Wola.

## Miejscowości niesołeckie
Kolonia Dominów, Kolonia Wólka Abramowicka, Leśniczówka Skrzynice.

## Sąsiednie gminy
Jabłonna, Lublin, Mełgiew, Piaski, Niedrzwica Duża, Strzyżewice, Świdnik